# New York (film, 2009)
Pour les articles homonymes, voir New York.
Pour plus de détails, voir Fiche technique et Distribution.
New York (en hindi : न्यूयॉर्क) est un film indien hindiphone de 2009 réalisé par Kabir Khan sorti le 26 juin 2009.
Le film suit trois jeunes gens, interprétés par John Abraham, Katrina Kaif et Neil Nitin Mukesh, dont la vie est bouleversée par les conséquences des attentats du 11 septembre 2001.
Lors de la 55e édition des Filmfare Awards, New York a reçu 2 nominations, dans les catégories meilleure actrice (Kaif) et meilleur acteur dans un second rôle (Mukesh).

## Distribution
- John Abraham : Sameer "Sam" Sheikh
- Katrina Kaif : Maya Sheikh
- Neil Nitin Mukesh : Omar Aijaz
- Irrfan Khan : Roshan
- Nawazuddin Siddiqui : Zilgai
- Aidan Wagner : Danyal Sheikh
- Ali Quli Mirza : Zaheer
- Samrat Chakrabarti (en) : Yakub

## Box-office
- Box-office en Inde : 386 900 000 roupies (recette nette)[2].